# Музей сучасного мистецтва в Нітерої
Музей сучасного мистецтва (англ. Museu de Arte Contemporânea de Niterói — MAC) — музей у місті Нітерой у Федеративній Республікці Бразилія; знаменитий архітектурний витвір Оскара Німейєра в стилі модернізму . Будівлю зводили протягом п'яти років і завершили в 1996 році.
Проєкт будівлі був розроблений Оскаром Німейєром за допомогою інженера-конструктора Бруно Контаріні, який працював з Німейєром над попередніми проєктами. Висота споруди 16 метрів; його купол має три поверхи діаметром 50 метрів. Музей має колекцію з 1217 творів колекціонера мистецтва Жоао Саттаміні. Колекція збиралася Саттаміні з 1950-х років і стала другою за величиною колекцією сучасного мистецтва в Бразилії.
Широкий під'їзний схил веде до Експозиційного залу, який розрахований на шістдесят осіб. Двоє дверей ведуть до оглядової галереї, через яку видно бухту Гуанабара, місто Ріо-де-Жанейро та гору Цукрова голова. Модерністська споруда у формі блюдця чи тарілки, яку порівнюють з НЛО, встановлена на схилі скелі, біля якої розташований пляж. У фільмі «Оскар Німейєр», архітектор Німейєр пролітає над Ріо-де-Жанейро в НЛО, яке потім приземляється на місці, що свідчить про походження музею.

## Опис

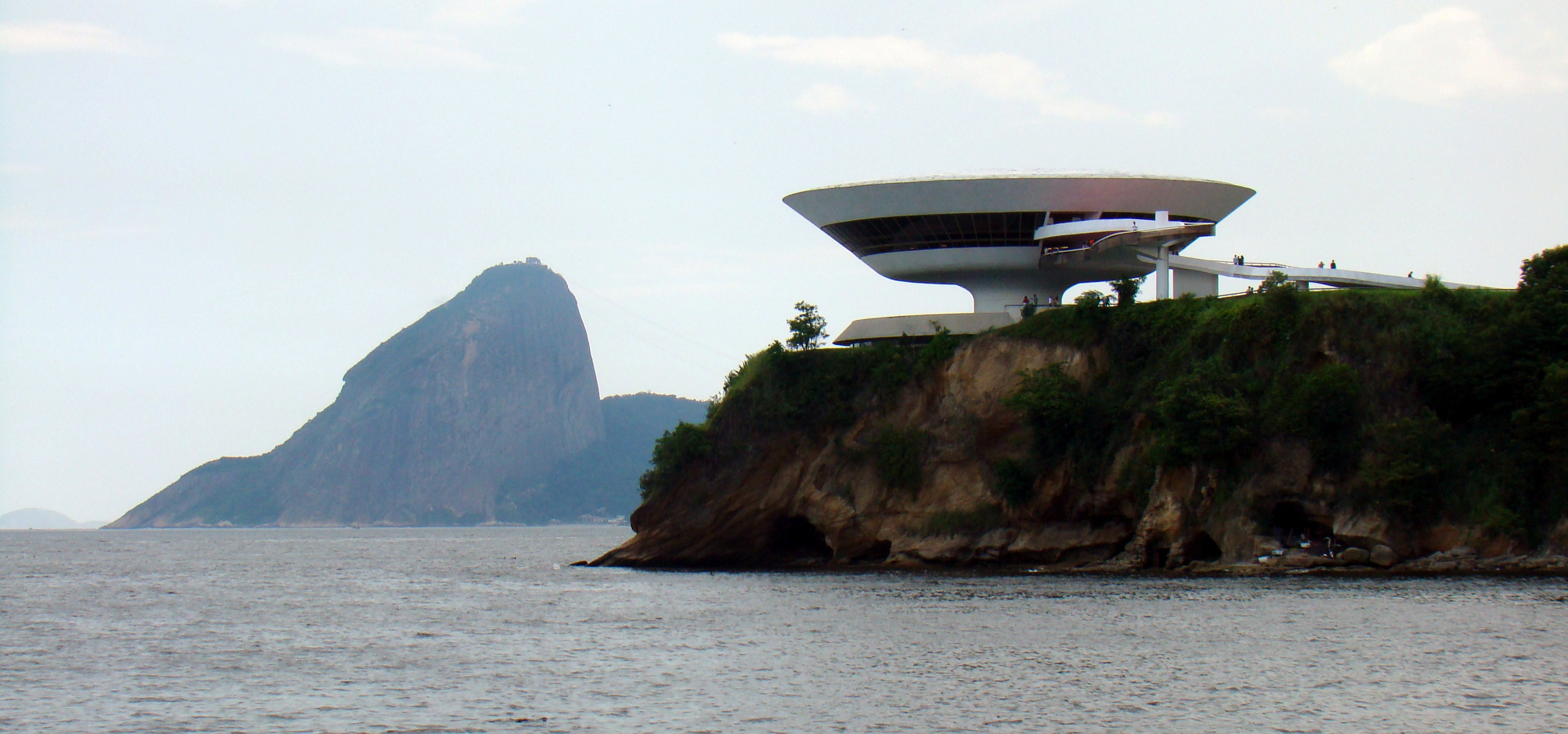
Панорамний вид музею та Цукрової голови

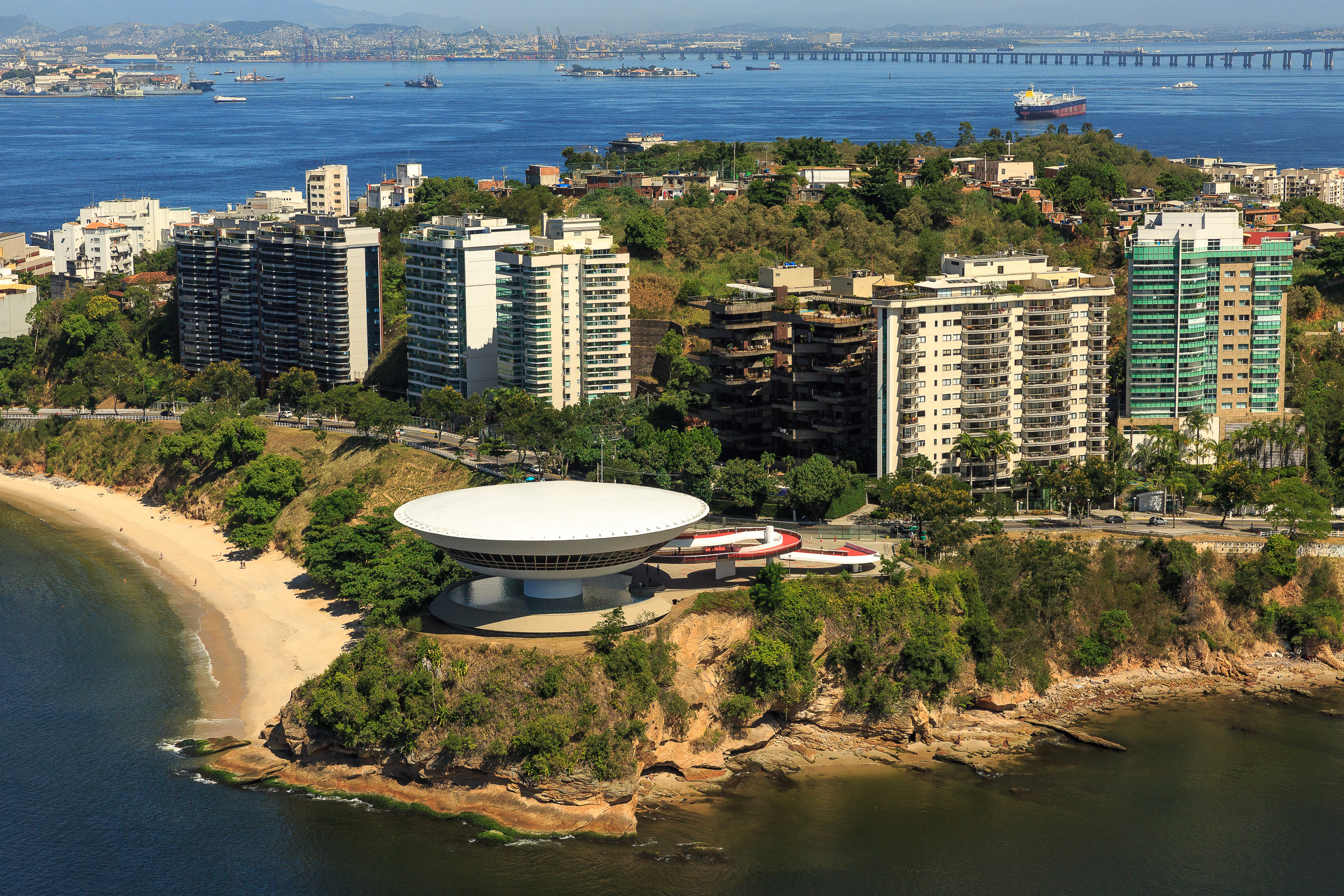

Шістнадцятиметрова бетонна гладка циліндрична споруда на тонкій ніжці зі скляним поясом одночасно схожа і на НЛО, і на екзотичну рослину, що виросла на краю урвища. З панорамного вікна музею, розташованого на самому березі затоки Гуанабара, відкривається чудовий краєвид через затоку на Ріо-де-Жанейро, статую Христа-Спасителя та Цукрову Голову . Діаметр триповерхової «тарілки» складає 50 метрів, тоді як діаметр колони, на якій вона встановлена — лише 9 метрів . Колона стоїть посередині невеликої водойми, що додатково надає будівлі візуальної легкості. Для того, щоб увійти до музею, потрібно пройти довгим спіралеподібним пандусом. Подолавши підйом, відвідувач відразу потрапляє до приміщення картинної галереї, що має форму круга з великим панорамним вікном.
Сам Оскар Німейєр так описав своє творіння:

«Колись літаюча тарілка, що давно пролітала над містом, захопилася красою цих місць і вирішила залишитися тут назавжди і, приземлившись на цьому місці, започаткувала музей сучасного мистецтва».
Постійна експозиція музею виросла з 1217 робіт колекції Жоана Саттаміні, яку він збирав протягом 45 років і передав у дар музею . Це друге за величиною зібрання сучасного мистецтва у Бразилії. Крім нього, у музеї постійно проводяться виставки бразильських та зарубіжних художників .